# Cabo de Santa Maria (Portugal)

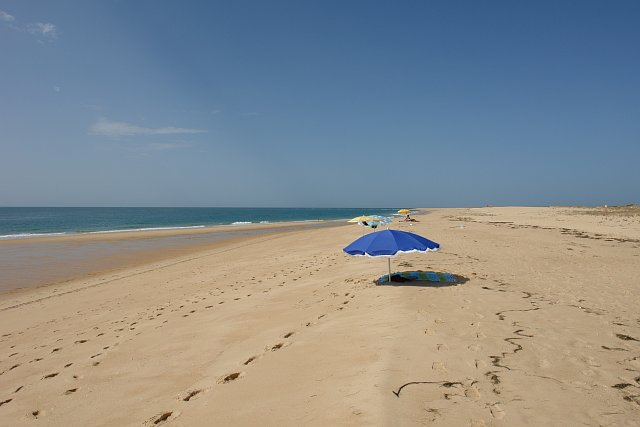
Strand am Cabo de Santa Maria

Das Cabo de Santa Maria (Portugiesisch für Kap Santa Maria) auf der kleinen Insel Ilha da Barreta (auch häufig Ilha Deserta genannt) bildet den südlichsten Punkt des kontinentalen Portugals.
Die Ilha da Barreta liegt im Naturschutzgebiet Parque Natural da Ria Formosa und gehört zum Verwaltungsbereich der Stadt Faro, Hauptstadt der Algarve. Das Cabo de Santa Maria bildet den westlichsten Punkt des Golfs von Cádiz.